# Coln St. Aldwyns
Coln St. Aldwyns è un villaggio e parrocchia civile dell'Inghilterra, appartenente alla contea del Gloucestershire.